# Eobalearica tugarinovi
Eobalearica tugarinovi — викопний вид птахів родини журавлевих (Gruidae), що існував в еоцені в Азії. Скам'янілі рештки знайдені в Киргизстані в Ферганській долині поблизу міста Андарак. Голотип складається з тибіотарсуса. Через невелику кількість викопного матеріалу, систематика виду є спірною. Наприклад, Джеральд Майр відносить вид до родини Pelagornithidae.